# Омисока
Омисока (яп. 大晦日 о:мисока), канун Нового года, второй по важности день японского календаря, последний день перед японским новым годом, самым важным днём в году.

## Этимология
В старом календаре последний день месяца назывался мисока (яп. 晦日, яп. 三十日), т.е. 30-й день. Мисока последнего месяца следовательно называлась большая мисока (яп. 大晦日 о:мисока). Нужно заметить, что изменения количества дней в декабре старого календаря, а также нынешний 31 день, не повлияли на название.

## Поздравления
При встрече в омисоку или в последний раз в старом году японцы говорят «Ёй о-тоси о» (яп. 良いお年を, «Хорошего Нового года»); после наступления Нового года приветствие звучит как «Акэмаситэ омэдэто: годзаимасу. Котоси мо ёросику онэгаисимасу» (яп. 開けましておめでとうございます、今年もよろしくお願いします, «Поздравляю с наступившим годом. В этом году вновь надеюсь на ваше расположение»).

## Описание
В омисоку люди обычно очень заняты, так как к японскому Новому году нужно подготовиться. Подготовка состоит из собственных небольших ритуалов: уборки «осодзи» (яп. 大掃除 о:со:дзи), замены бумаги в сёдзи, снятия татами для проветривания. Осодзи делают и дети в школах (в Японии за каждым классом закреплён отдельный кабинет) и работники фирм. Цель уборки — очистить не только комнаты, но и разум, и встретить Новый год открытым для перемен.
После уборки идёт самый обильный ужин в году. Около 11 вечера вся семья собирается дома, чтобы отведать тосикоси-соба (яп. 年越しそば, соба, провожающая год) или тосикоси-удон (яп. 年越しうどん). Считается, что длинная лапша дарует долголетие в новом году. Обычно лапшу едят без добавок, посыпанную зелёным луком. Кое-где лапшу подают с тэмпурой. Многие хозяйки готовят осэти рёри, готовые наборы еды вроде бэнто. Во-первых, готовить в первые три дня года нельзя, это не любят боги кухни. Во-вторых, в первые три дня хозяйки отдыхают, как и все японцы. Большинство современных семей покупают готовые наборы осэти рёри.
В полночь или на следующее утро японцы идут в дзиндзя или буддийский храм на хацумодэ.
Дзиндзя готовят к омисоке амадзакэ, которое передают в толпы, собирающиеся у храма. В полночь звучит бой колокола («бонсё»), каждый из 108 ударов которого очищает души собравшихся от одного из их страданий.

## Интересные факты
- На омисоку в 7:30 вечера на каналах NHK идёт Кохаку ута гассэн (яп. 紅白歌合戦 ко:хаку ута гассэн, «конкурс песни „белые“ против „красных“»), одна из самых популярных передач японского телевидения. Популярные исполнители делятся на две команды, мужчины идут в белую, а женщины в красную. Около 11:30 вечера поётся финальная песня, и ведущий спрашивает аудиторию, какая из команд им понравилась больше. Победившая команда уносит «флаг победителей». Программа заканчивается в 11:45, вещание сменяется на показ новогодних включений из разных частей страны.